# Chloroclystis inaequata
Chloroclystis inaequata är en fjärilsart som beskrevs av W. Warren 1896. Chloroclystis inaequata ingår i släktet Chloroclystis och familjen mätare. Inga underarter finns listade i Catalogue of Life.